# AD Confiança
Die Associação Desportiva Confiança, kurz ADC, ist ein brasilianischer Fußballverein aus Aracaju im Bundesstaat Sergipe.

## Geschichte
Der Arbeiterverein ist zunächst als Basketball- und Volleyballclub gegründet wurden, bis 1949 auch eine Fußballabteilung eingerichtet wurde, die schnell zu den führenden Teams des Staates aufgestiegen ist. Heute ist die ADC mit zwanzig Meistertiteln der erste Lokalrivale des Traditionsclubs CS Sergipe.
Auch in der nationalen Meisterschaft Brasiliens ist die ADC seit den 1960er Jahren in allen Ligen regelmäßig vertreten gewesen, bis 2010 der Absturz aus der Série D erfolgt war. Die Staatsmeisterschaft 2014 qualifizierte den Verein wieder für die Série D, die er noch im selben Jahr als Tabellenvierter beenden und somit in die Série C aufsteigen konnte. Er spielte 2021 in der Série B, musste aber am Saisonende als 19. wieder absteigen.

## Erfolge
Männer:
- Staatsmeisterschaft von Sergipe (24×): 1951, 1954, 1962, 1963, 1965, 1968, 1976, 1977, 1983, 1986, 1988, 1990, 2000, 2001, 2002, 2004, 2008, 2009, 2014, 2015, 2017, 2020, 2024, 2025
- Staatspokal von Sergipe (4×): 2003, 2005, 2008, 2012

Frauen:
- Staatsmeisterschaft von Sergipe (1×): 2023